# 小長谷睦治
小長谷 睦治（こながや むつはる、1914年6月30日 - 1988年4月3日）は、大日本帝国海軍軍人で、のちに日本の実業家となる。
広島県江田島町（現江田島市）に生まれる。1936年に海軍機関学校を卒業し、翌1937年海軍機関少尉に任官した。空母加賀、大村海軍航空隊、横須賀海軍航空隊での勤務の後、海軍機関学校教官、第三航空艦隊参謀などを歴任した。
1945年8月の終戦後、海軍少佐として厚木連絡委員会委員を命じられ、マニラのダグラス・マッカーサー連合国最高司令官の下に派遣される降伏軍使の搭乗する緑十字機の準備など、終戦処理に従事した。
1946年の海軍解体により、千葉県銚子市で水産加工業、水飴澱粉製造、肥料製造などを手がけた。1988年、胆嚢癌で死去。

## 著書
- 小長谷睦治『私の海軍時代』小長谷宏道、1989年12月。全国書誌番号:91017608。
- 海軍機關學校『航空發動機教科書』小長谷睦治（改訂増補）（第2版）、1943年1月。 NCID BB00509734。